# 山根信成
山根 信成（やまね のぶなり、1851年1月16日（嘉永3年12月15日） - 1895年（明治28年）10月2日）は、日本陸軍の軍人。最終階級は陸軍少将。

## 経歴
長門国（長州藩）萩（現・山口県萩市）出身。明治維新後、陸軍に入る。1881年（明治14年）2月、歩兵第12連隊長となり、1884年（明治17年）10月、歩兵大佐に昇進した。
1886年（明治19年）5月、大阪鎮台参謀に就任。1888年（明治21年）5月、第4師団参謀長に異動。1890年（明治23年）9月、陸軍少将に進級し歩兵第7旅団長に就任。1894年（明治27年）11月、近衛歩兵第2旅団長となり日清戦争後の台湾に派遣され乙未戦争に参加。翌年10月、台湾で戦病死した。
1895年（明治28年）10月1日、その功績により臨終に際して華族に列し男爵を叙爵し、子息の山根一貫（陸軍少将、侍従武官）が家督を継承した。

## 栄典
位階
- 1890年（明治23年）10月8日 - 従四位[4]
- 1895年（明治28年）10月1日 - 正四位[5]

勲章等
- 1885年（明治18年）11月19日 - 勲三等旭日中綬章[6]
- 1895年（明治28年）10月1日 - 男爵[3]・勲二等旭日重光章[7]
- 1898年（明治31年）9月30日 - 靖国神社合祀[8]

## 親族
- 娘婿 白井二郎（陸軍中将）